# هندمید فیلمز
هندمید فیلمز (انگلیسی: HandMade Films) یک شرکت فیلم‌سازی در انگلستان است.
این شرکت که در سال ۱۹۷۸ توسط جرج هریسون و دنیس اوبراین تأسیس شده مقر آن در شهر لندن قرار دارد.

## فیلم‌شناسی
- زندگی برایان (۱۹۷۹)
- A Sense of Freedom (۱۹۷۹)
- جمعه خوب طولانی (۱۹۸۰)
- سارقان زمان (۱۹۸۱)
- خالکوبی (۱۹۸۱) (UK distributor)
- زهر (۱۹۸۱) (UK distributor)
- سوزان (۱۹۸۲) (UK distributor)
- Monty Python Live at the Hollywood Bowl (۱۹۸۲)
- Scrubbers (۱۹۸۲)
- مبلغ مذهبی (۱۹۸۲)
- Privates on Parade (۱۹۸۲)
- Bullshot (۱۹۸۳)
- A Private Function (۱۹۸۴)
- آب (۱۹۸۵)
- مونا لیزا (۱۹۸۶)
- سورپرایز شانگهای (۱۹۸۶)
- ویدنیل و من (۱۹۸۷)
- Bellman and True (۱۹۸۷)
- The Lonely Passion of Judith Hearne (۱۹۸۷)
- مسیر ۲۹ (۱۹۸۸)
- پنج گوشه (۱۹۸۸)
- The Raggedy Rawney (۱۹۸۸)
- Checking Out (۱۹۸۹)
- How to Get Ahead in Advertising (۱۹۸۹)
- Powwow Highway (۱۹۸۹)
- Cold Dog Soup (۱۹۸۹)
- راهبه‌ها در فرار (۱۹۹۰)
- The Wrong Guy (۱۹۹۷)
- قفل، انبار و دو بشکه باروت (۱۹۹۸)
- Eloise: The Animated Series (تلویزیون) (۲۰۰۶)
- Manolete (۲۰۰۸)
- Fifty Dead Men Walking (۲۰۰۸) (بریتانیا) aka Man on the Run (آمریکا)
- Planet 51 (۲۰۰۹)
- کراکز (۲۰۰۹)
- ۱۲۷ ساعت (۲۰۱۰)